# Canal 10 Universidad Austral de Chile
Canal 10 Universidad Austral de Chile, también conocido como Canal 10 UACH o simplemente Canal 10, era un canal de televisión local chileno, con sede en la ciudad de Valdivia, actual capital de la Región de Los Ríos. En la actualidad es la frecuencia que utiliza Chilevisión para dicha ciudad.

## Historia
El primer canal de televisión local en Valdivia, aunque sin concesión legal, fue el Canal 8 del Instituto Profesional de Valdivia (IPV Televisión), que realizaba emisiones de forma esporádica y experimental durante inicios de los años 80, hasta que dicha institución pasó a formar parte de la Universidad Austral de Chile. Anteriormente, en 1977 la Universidad Austral de Chile había utilizado la frecuencia 8 para realizar emisiones experimentales en color de programas educativos.
Canal 10 de la Universidad Austral de Chile surgió en 1986, luego de un acuerdo firmado el 13 de diciembre de 1985 entre la Universidad de Chile y la Universidad Austral de Chile para transmitir la programación de Canal 11 en la ciudad de Valdivia. Debido a este acuerdo, los programas realizados por Universidad de Chile Televisión se emitían con una semana de retraso, al igual que en otras estaciones autónomas, como en el caso de Canal 8 UCV Televisión en La Serena e Iproch TV en Chillán.
El inicio oficial de las transmisiones, luego de varias jornadas de emisiones experimentales, ocurrió el 28 de julio de 1986, fecha en que fue inaugurado el transmisor de 250 watts de potencia. En 1986, la programación del Canal 11 de Santiago correspondía a un 80% del total de transmisiones, y el 20% restante era programación local.
Luego de que Universidad de Chile Televisión pasara a ser Red de Televisión Universidad de Chile (RTU)  el 18 de marzo de 1991, el acuerdo continuó entre las 2 universidades sin mayores cambios. En 1993, la programación de Canal 10 comenzaba a las 7:00 de la mañana y finalizaba a la 1:00 de la madrugada.
El 25 de septiembre de 1993, RTU es vendido a la venezolana Organización Cisneros, dueña de Venevisión, y pasa a denominarse Chilevisión, con lo cual canal 10 pasó a ser un retransmisor de tiempo completo del último canal. Esto se debió a que la nueva administración dio por terminado el acuerdo con la Universidad Austral de Chile de manera unilateral. Cabe mencionar que el canal 10 era una concesión que pertenecía a la Universidad de Chile, y por ello se procedió a un recurso de protección ante los Tribunales de Justicia, que finalmente entregaron su fallo a favor de la Casa de Bello. Dadas estas circunstancias, en diciembre de 1993 comenzó a transmitirse en directo toda la programación de Chilevisión, quedando canal 10 como un simple repetidor del canal santiaguino.
Una vez terminado este proyecto, uno de los empleados, Luis Alberto Espinoza Roa, fundó el canal local ATV Valdivia que trasmite hasta el día a través de la señal 11 de la compañía de cable VTR.

## Producción
El canal llegaba a facturar 14 millones de pesos mensuales para 1991 y para 1993 la cifra alcanzaba los 70 millones. 
Antes del inicio de transmisiones en 1985, recibió por parte de la Agencia de Cooperación Internacional de Japón equipos de televisión 3/4, y posterior al cierre en 1998, el equipamiento fue renovado por Betacam SP Broadscat Profesional, los que fueron utilizados por el Centro de Televisión Educativa y Producción Audiovisual de la Escuela de Artes Visuales de la Universidad Austral.

## Archivo
A partir de 2022 el Instituto de Artes Visuales de la Universidad Austral de Chile inició un proyecto para rescatar y digitalizar los archivos de Canal 10. En 44 cajas se encontraban 843 cintas de video, que habían sido almacenadas por el asistente de cámara Luis Eduardo Delgado para salvarlas del borrado de su contenido y su reutilización. En total se lograron digitalizar 144 cintas.

## Personal
- Francisco Salazar: ingeniero[cita requerida], director general.
- Edmundo Vidal Duarte: ingeniero, gerente técnico, director de televisión
- Jorge Villegas: director de programación.
- Luis Alberto Espinoza Roa: presentador.
- Norma García: presentadora, lectora de noticias.
- Miriam Ruiz Silva: periodista, animadora.
- Alejandra Rodríguez: periodista, productora.
- Marcelo Capel Terzán: lector de noticias.[12]

## Programas
- Panorama Austral (noticias)
- Buena Onda (juvenil)
- Palomillas (con Tía Peluca) (infantil)
- Buenos Días, Valdivia (matinal)
- Concursando en el Diez (concursos)
- Tiempo Austral (informe del tiempo)